# Zeuxine affinis
Zeuxine affinis är en orkidéart som först beskrevs av John Lindley, och fick sitt nu gällande namn av George Bentham och Joseph Dalton Hooker. Zeuxine affinis ingår i släktet Zeuxine och familjen orkidéer. Inga underarter finns listade i Catalogue of Life.